# Obori
Obori, pleme američkih Indijanaca koje se dokumentu iz 1683. spominje kao prijateljsko Jumano Indijancima, ali se ne navodi njihova točna lokacija. Obori se često spominju kao Obozi, što je rezultat rane pogreške u prepisivanju. Swanton ih pod imenom Obozi klasificira u plemena Coahuiltecan.

## Vanjske poveznice
- Obori Indians